# НАПОЛАС

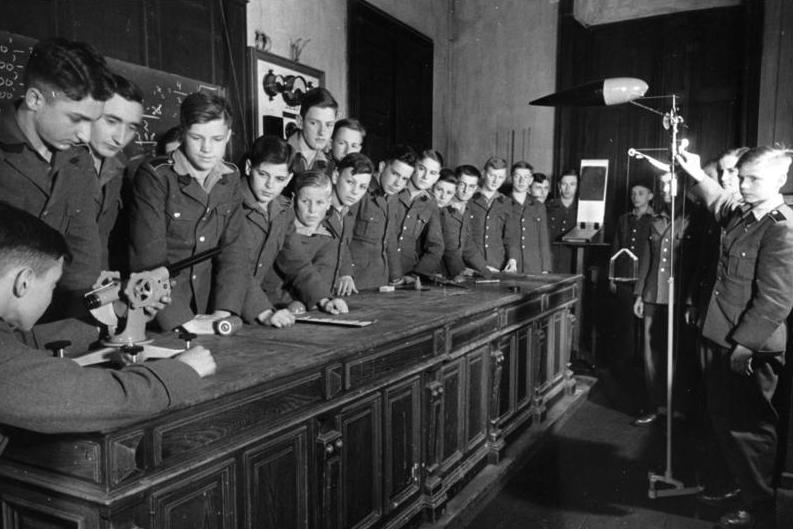
Ученики на уроке физики

НАПОЛАС, НПЕА, Национал-политические учебные заведения (нем. NAPOLAS; NPEA; Nationalpolitische Erziehungsanstalten) — система политических учебных заведений в нацистской Германии. В западной литературе распространено употребление аббревиатуры в единственном числе — Napola (NAtionalPOlitische LehrAnstalt).
Созданы после прихода национал-социалистов к власти 20 апреля 1933 года для подготовки  следующего поколения лидеров национал-социалистов из молодёжи, в том числе  руководящих кадров НСДАП, СС, СА, Вермахта, будущих гауляйтеров оккупированных территорий. Первые школы были учреждены в Кёслине, Плёне и Потсдаме. Учебный процесс был основан на программах прусских кадетских корпусов. В НАПОЛАС принимались чистые в расовом отношении подростки в возрасте 11-18 лет.  Окончание школы давало право поступать в университеты.
Для мальчиков в возрасте 10–14 лет использовалась форма Deutsches Jungvolk (Немецкая молодежь). Для тех, кому было 14–18 лет, использовалась форма Гитлерюгенда. Структура званий соответствовала структуре этих двух организаций. Хайссмайер рассматривал возможность введения униформы и званий, аналогичных СС, среди учеников и учителей, но в конечном итоге сохранил организационную структуру Гитлерюгенда.
Нацистское мировоззрение считалось первостепенным в образовании  Napola. Среди самих кадетов распространенным убеждением было «Endsieg» или окончательная победа.Endsieg -это немецкий термин, переводимый как «окончательная победа», появился во время Второй мировой войны как центральная концепция в нацистской идеологии. Придуманный нацистскими лидерами, в частности Адольфом Гитлером, он воплощал идею окончательного, решающего триумфа нацистского режима. Пропаганда и риторика широко использовали этот термин для поддержания морального духа, вдохновления последователей и поддержания восприятия неизбежного успеха, несмотря на сложные обстоятельства и растущие потери. Концепция «Endsieg» пронизывала нацистскую пропаганду, создавая образ гарантированной, неминуемой победы для немецкого населения и сторонников нацистов. Она служила мотивационным инструментом для повышения морального духа, вызывая чувство решимости и приверженности как у солдат, так и у гражданских лиц. Речи и пропагандистская машина Гитлера в значительной степени подчеркивали идею «Endsieg», изображая ее как идеологическую необходимость и конечную цель, на достижение которой должны быть направлены все усилия. Термин ассоциировался с видением будущего, в котором нацистская Германия станет непревзойденной, доминирующей державой, достигнув полного контроля и власти над Европой и, возможно, за ее пределами.
Из-за крайне милитаристской природы нацистской Германии жизнь в NPEAs была подчинена военной дисциплине. В школы принимались только мальчики и девочки, считавшиеся «расово безупречными», и не принимались дети с плохим слухом или зрением. Также требовался «интеллект выше среднего», поэтому желающим поступить приходилось сдавать 8-дневные вступительные экзамены.
Формально НАПОЛАС подчинялись Имперскому министерству науки, воспитания и народного образования, однако в 1936 году с назначением руководителем НАПОЛАС обергруппенфюрера СС Августа Хайссмайера фактически были переданы в руки СС, а с августа 1940 года курировались сформированной в структуре Главного управления СС «Службой Хайссмайера» (нем. «Dienststelle SS-Obergruppenführer Heißmeyer»), с 1942 года имевшей статус Главного управления СС («Hauptamt Dienststelle SS-Obergruppenführer Heißmeyer»). К 1940 году насчитывалось 23 учебных заведения, в том числе 4 на территории Австрии и одно в Судетах, затем их число было доведено до 45.
Руководители НАПОЛАС: Иоахим Хаупт (1933—1936); Август Хайссмайер (1936—1944); Генрих Гиммлер (1944—1945).
Учебные заведения системы НАПОЛАС размещались в следующих населенных пунктах: Ахерн, Бакнанг, Балленштедт, Бенсберг, Берлин, Вена-Брейтензее, Вальштадт, Вена, Вольштейн, Гёттвейг, Зеккау, Ильфельд, Кёслин, Кётен, Клотцше, Кольмар-Берг (Люксембург), Люблинитц, Марнхайм, Мейсен, Мильштадт, Наумбург, Нойбойерн, Нойцелле, Ораниенштейн, Плён, Плошковитц, Потсдам, Путбус, Рейзен, Райхенау, Ротвайль, Руфах, Санкт-Вендель, Сен Пауль, Сен Файт, Трайскирхен, Турнитц, Фалькенбург (Голландия), Форау, Хазелюнне, Хейтусен (Голландия), Хубертендорф, Шнекенгрюн, Штум, Шульпфорта.
В 2004 в Германии снят фильм "Napola_–_Elite_für_den_Führer" (рус."Напола-элита для фюрера"), в котором рассказывается об одной из таких школ. Часть сюжета основа на реальных событиях дедушки режиссёра фильма  Денниса Ганзеля.